# 真多棘鱗魨
真多棘鱗魨，又稱真鼓氣鱗魨，為輻鰭魚綱魨形目鱗魨亞目鱗魨科的其中一種，為熱帶海水魚，分布於東太平洋區，從墨西哥下加利福尼亞半島至厄瓜多海域，棲息深度3-36公尺，本魚稚魚沙色，有很多的細黑色的細條紋，雄性成魚有一個斜的黃色條紋從嘴角向後與另外在下巴下面，體長可達40公分，棲息在沿岸礁石區水域，以甲殼類、軟體動物、海膽等為食，生活習性不明。